# Paramonacanthus japonicus
Paramonacanthus japonicus — вид скелезубоподібних риб родини єдинорогових (Monacanthidae). Поширений в Індо-Тихоокеанському регіоні.

## Поширення
Paramonacanthus japonicus трапляється в Індонезії та Філіппінах на схід до Нової Каледонії та Фіджі, на північ до південної Японії та на південь до північного узбережжя Австралії. Його також було зареєстровано на Маршаллових островах. Цей вид живе на глибинах від 34 до 46 м.

## Опис
Дрібна рибка завдовжки до 12 см. Цей вид диморфний і двоколірний. Іноді самців і самиць можна помилково прийняти за різні види.

## Спосіб життя
Paramonacanthus japonicus найчастіше асоціюється з бур’янистими та піщаними ділянками прибережних рифів. Однак його також можна знайти на відкритому, мулистому субстраті від мілководних лиманів до глибоких морських районів. Раціон складається в основному з безхребетних і водоростей. Пік часу нересту для цього виду біля острова Цуцумі припадає на серпень і вересень. Цей вид дає від 3300 до 3800 яєць за кладку.